# Pegomya trifumosa
Pegomya trifumosa är en tvåvingeart som beskrevs av John Otterbein Snyder 1957. Pegomya trifumosa ingår i släktet Pegomya och familjen blomsterflugor. Inga underarter finns listade i Catalogue of Life.